# Arachnoquake
Pour plus de détails, voir Fiche technique et Distribution.
Arachnoquake (Diffusé aussi sous le titre Arachnoïde) est un téléfilm américain catastrophe d'horreur réalisé par Griff Furst et diffusé le 23 juin 2012 sur Syfy.

## Synopsis
Un tremblement de terre libère des araignées géantes au cœur de La Nouvelle-Orléans.

## Fiche technique
Sauf indication contraire, les informations mentionnées dans cette section peuvent être confirmées par la base de données cinématographiques IMDb,  présente dans la section « Liens externes ».
- Titre original : Arachnoquake
- Réalisation : Griff Furst
- Scénario : Paul A. Birkett, d'après une histoire de Eric Forsberg
- Production : Kenneth M. Badish, Daniel Lewis, Brad Southwick, Thomas P. Vitale, James T. Bruce IV et R. Bryan Wright
- Musique : Andrew Morgan Smith
- Photographie : Lorenzo Senatore
- Montage : Misty Talley et Griff Furst
- Distribution : Dean E. Fronk et Donald Paul Pemrick
- Décors : Billy Jett
- Costumes : Jayme Bohn
- Effets spéciaux de maquillage : Lauren Thomas
- Effets spéciaux visuels : Blane Granstaff
- Compagnie de production : Active Entertainment
- Compagnie de distribution : Syfy
- Pays d'origine :  États-Unis
- Langue : anglais
- Format : 1.78:1
- Genre : Horreur - Film catastrophe
- Durée : 86 minutes
- Dates de sortie :  23 juin 2012

## Distribution
- Megan Adelle : Annabel
- Gralen Bryant Banks : Crandle
- Paul Boocock (en) : Victor Tureau
- Edward Furlong (VF : Jean-François Cros) : Charlie
- Tiara Gathright : Tina
- Tracey Gold : Katelynn
- Bug Hall : Paul
- Olivia Hardt (VF : Claire Morin) : Petra
- Grant James (VF : Philippe Ariotti) : Gramps
- Lucky Johnson : Glen
- Earl Maddox : Roux
- Skyy Moore : Justin
- Ethan Phillips (VF : Philippe Ariotti) : Roy
- Damien Moses : Martin
- Dane Rhodes : Jean-Jacques
- Samantha Smith : Tammy
- Ned Yousef : Guillaume

## DVD
En France, le film est sorti en mars 2015 en DVD chez AB Vidéo, en français uniquement, sans sous-titres et sans suppléments.